# Peter Lilienthal
Peter Lilienthal (27 de noviembre de 1927 - Múnich, 28 de abril de 2023) fue un director, escritor, actor y productor de cine alemán. Está relacionado con director liberal del Nuevo Cine Alemán en los años 70.

## Biografía
De pequeño, en 1939, Lilienthal emigró a Montevideo, Uruguay, con sus padres para escapar de los nazis. Solo volvió a Alemania en 1956 para asistir a una escuela de cine.
En los 60 y 70, Lilienthal estuvo entre los directores que se centraron en la crítica social, junto a Wim Wenders y Rainer Werner Fassbinder. En 1970 dirigió Malatesta con Eddie Constantine y Christine Noonan, que contiene algunos aspectos biográficos de la vida del anarquista italiano Errico Malatesta. La película se presentó en el Festival de Cine de Cannes de 1970. En 1975 Lilienthal rodó Es herrscht Ruhe im Land, basado en un guion de Antonio Skármeta. La imagen se proyectó en el Festival Internacional de Cine de Hof.
Su película de 1979 David, sobre un hijo de un rabino que sobrevive al régimen nazi, ganó el Oso de Oro en el Festival de Cine de Berlín de 1979. En 1982 dirigió el actor estadounidense Joe Pesci en Dear Mr. Wonderful , su primer trabajo estadounidense. Der Aufstand o La insurrección otra colaboraciòn con Skármeta de 1980, se hizo en Costa Rica y representa la Revolución Sandinista.
La película de 1984 de Lilienthal Das Autogramm se presentó en el Festival de Cine de Berlín de 1984. Lilienthal fue el primer director del departamento Film- und Medienkunst (El arte del cine y los medios) de la Akademie der Künste en Berlín desde 1985, ocupando el cargo hasta 1996. En 1996, fue miembro del jurado del Festival de Cine de Berlín de 1996. Fue galardonado con el Orden del Mérito de la República Federal de Alemania en el 2000.
Lilienthal murió en Múnich el 28 de abril de 2023, a los 95 años.

## Filmografía

### Director
- 1958: Studie 23 (codirectores: Pit Kroke, Jörg Müller, Ralph Wünsche), corto
- 1959: Ausflug mit Damen (codirector Wolfgang Spier — Basado en una obra de Friedrich Michael)
- 1960: Die Nachbarskinder (segment de Der Nachbar, guionista: Benno Meyer-Wehlack), corto
- 1961: Biographie eines Schokoladentages (guionista: Dieter Gasper)
- 1962: Der 18. Geburtstag (guionista: Theodor Kotulla, Klaus Roehler)
- 1962: Stück für Stück (guionista: Benno Meyer-Wehlack)
- 1962: Picknick im Felde (guionista: Peter Lilienthal — Basado en una obra de Fernando Arrabal), corto
- 1963: Striptease (Basado en una obra de Sławomir Mrożek), corto
- 1963: Schule der Geläufigkeit (guionista: Dieter Gasper), corto
- 1964: Das Martyrium des Peter O'Hey (guionista: Günther Kieser, Peter Lilienthal — Basado en una obra de Sławomir Mrożek)
- 1965: Guernica – Jede Stunde verletzt und die letzte tötet (Basado en una obra de Fernando Arrabal), corto
- 1965: Seraphine oder Die wundersame Geschichte der Tante Flora (guionista: Peter Lilienthal — Basat en una obra de David Perry), corto
- 1966: Abschied (guionista: Günter Herburger)
- 1966: Der Beginn (guionista: Günter Herburger, Peter Lilienthal)
- 1967: Unbeschriebenes Blatt (guionista: Peter Lilienthal — Basado en una obra de Rhys Adrian)
- 1967: Abgründe (guionista: Peter Schneider, George Moorse, Peter Lilienthal — Antología basado en historias de Stanley Ellin y Patrick Quentin)
- 1967: A Premeditated Crime (guionista: Piers Paul Read, Peter Lilienthal — Basado en una historia de Witold Gombrowicz)
- 1968: Tramp oder Der einzige und unvergleichliche Lenny Jacobson (guionista: Peter Lilienthal — Basado en una obra de Barry Bermange)
- 1969: Horror (guionista: Peter Lilienthal — Basado en una novela de Henry Farrell)
- 1970: Malatesta (guionista: Heathcote Williams, Michael Koser, Peter Lilienthal)
- 1971: Die Sonne angreifen (guionista: Robert Muller, Peter Lilienthal — Basado en una novela de Witold Gombrowicz)
- 1971: Jakob von Gunten (guionista: Ror Wolf, Peter Lilienthal — Basado en la novela Jakob von Gunten de Robert Walser)
- 1973: La Victoria (guionista: Antonio Skármeta, Peter Lilienthal)[2]
- 1975: Schoolmaster Hofer (guionista: Herbert Brödl, Peter Lilienthal — Basado en Hauptlehrer Hofer de Günter Herburger)
- 1975: Es herrscht Ruhe im Land (guionista: Antonio Skármeta, Peter Lilienthal)[3]
- 1979: David (guionista: Jurek Becker, Peter Lilienthal — Basado en Den Netzen entronnen de Joel König)[3]
- 1980: Der Aufstand (guionista: Antonio Skármeta, Peter Lilienthal)[2]
- 1982: Dear Mr. Wonderful (guionista: Sam Koperwas)
- 1984: Das Autogramm (guionista: Peter Lilienthal — Basado en Cuarteles de invierno de Osvaldo Soriano)[3]
- 1986: Das Schweigen des Dichters (guionista: Peter Lilienthal — Basado en The Continuing Silence of a Poet de A. B. Yehoshua)[2]
- 1988: Der Radfahrer von San Cristóbal (guionista: Antonio Skármeta, Peter Lilienthal)
- 1995: Wasserman – Der singende Hund (guionista: Peter Lilienthal — Basado en una historia de Yoram Kaniuk)
- 1995: Angesichts der Wälder (guionista: Peter Lilienthal — Basado en una historia de A. B. Yehoshua)

Documentals
- 1959: Im Handumdrehen verdient
- 1964: Marl – Das Porträt einer Stadt
- 1969: Noon in Tunisia
- 1970: Ich, Montag – Ich, Dienstag – Ich, Mittwoch – Ich, Donnerstag. Portrait Gombrowicz
- 1971: Start Nr. 9
- 1972: Shirley Chisholm for President
- 1977: Kadir
- 2001: Denk ich an Deutschland …: Ein Fremder
- 2007: Camilo: The Long Road to Disobedience

### Actor
- 1972: Dead Pigeon on Beethoven Street – Carlos
- 1977: The American Friend – Marcangelo
- 1978: I See This Land from Afar – Pfarrer Hendrich
- 1979: Milo Milo
- 1983: Der Platzanweiser – Porträt eines Kinomanen

## Premios y distinciones
Festival Internacional de Cine de Berlín
| Año  | Categoría  | Película | Resultado |
| ---- | ---------- | -------- | --------- |
| 1979 | Oso de Oro | David    | Ganador   |